# Friesea danica
Friesea danica är en urinsektsart som beskrevs av Fjellberg 1998. Friesea danica ingår i släktet Friesea, och familjen Neanuridae. Arten är reproducerande i Sverige.